# Путтеманс, Эмиль
Эмиль Путтеманс — бельгийский бегун на длинные дистанции. Серебряный призёр олимпийских игр 1972 года на дистанции 10 000 метров. Экс-рекордсмен мира на дистанциях 3000 и 5000 метров. На олимпийских играх 1968 года занял 12-е место в беге на 5000 метров. Победитель соревнований ISTAF 1969 года в беге на 3000 метров. В 1979 году стал победителем мемориала Ван-Дамма в беге на 5000 метров. Трёхкратный победитель кросса Lotto Cross Cup de Hannut.
Победитель Римского марафона 1982 года. На Лондонском марафоне 1983 года занял 8-е место с результатом 2:12.27.
Победитель пробега BOclassic 1982 года.